# Casa Lluís Guarro
La Casa Lluís Guarro és un edifici situat a la Via Laietana i el carrer del Doctor Joaquim Pou de Barcelona, catalogat com a bé amb elements d'interès (categoria C).

## Història
Va ser projectat el 1922 per l'arquitecte Josep Puig i Cadafalch per encàrrec del fabricant de paper Lluís Guarro i Casas.

## Descripció
Edifici d'oficines amb façanes a dos carrers, consta de planta baixa, entresol, cinc pisos i àtic. Hi ha una assimilació dels esquemes compositius dels grans edificis americans contemporanis i una reformulació del llenguatge clàssic-barroc. La façana principal, la de la Via Laietana, s'organitza seguint un eix vertical central, que coincideix amb la posició de l'escala interior. A cada planta s'obren cinc obertures de grans dimensions, seguint un ritme regular.
A la planta baixa unes columnes aguanten un potent entaulament clàssic que separa aquest nivell dels superiors; entre les columnes s'obren els grans aparadors dels locals comercials i, al centre, la porta d'entrada a l'edifici profusament decorada amb volutes i garlandes d'inspiració barroca. A l'entresol, s'obren cinc arcs de mig punt que es recolzen a les columnes de la planta baixa. Al principal, un balcó corregut fa de tribuna amb parelles de columnes jòniques que aguanten un entaulament, que és la base del balcó corregut del pis superior; l'espai entre columnes queda tancat per una barana de ferro forjat. El del segon pis és de balustres i està decorat amb grans gerros de pedra. En el tercer, quart i cinquè pis cada obertura té un balcó individual, amb molt poca volada, i amb el tancament fet de ferro forjat. A l'àtic hi ha un balcó corregut de característiques similars al del segon pis. Corona la façana una cornisa motllurada, amb força volada i decorada amb dentellons, on es recolzen un seguit de grans gerros de pedra. El parament és d'estuc que imita carreus.